# 晏紫
晏 紫（ヤン・ツィ、ピン音表記： Yan Zi , 1984年11月12日 - ）は、中華人民共和国・四川省成都市出身の女子プロテニス選手。同僚の鄭潔とペアを組んで、2006年の全豪オープンとウィンブルドン女子ダブルスで優勝を飾り、中国のテニス選手として最初の4大大会優勝者に輝いた。WTAツアーでは、ダブルスで4大大会2勝を含む17勝を挙げ、シングルスでも1勝がある。フォアハンド・ストローク、バックハンド・ストロークとも両手打ち。自己最高ランキングはシングルス40位、ダブルス4位。身長171cm、体重55kg、右利き。

## 来歴
2002年から女子テニス国別対抗戦・フェドカップの中国代表選手となり、国外のテニス大会に活動の場を広げる。同年5月に福岡のトーナメントで初来日し、本戦の2回戦に進出した。2003年2月にプロ転向。2003年には「ジャパン・オープン」でベスト8進出があるが、この時は準々決勝で同僚の鄭潔との“中国対決”に敗れている。シングルスは鄭潔ほど得意ではないが、ダブルス優勝を果たした2006年の全豪オープンで初めての本戦出場を果たし、2回戦に勝ち進んだ。これで晏紫もシングルスで世界ランキングトップ100位以内の選手になった。
2004年のアテネ五輪でテニスの中国代表選手に選ばれた時、女子ダブルスには晏紫&鄭潔の組と、李婷と孫甜甜組の2組を送り出した。このアテネ五輪では李婷&孫甜甜組が女子ダブルスの金メダルを獲得し、中国に初めてのテニス金メダルをもたらした。それから1年半後、2006年の全豪オープン女子ダブルスでは、晏紫&鄭潔の組が第12シードから勝ち上がった。2人のダブルスは、リターンの時に「2人とも後ろに並ぶ」スタイルで、世界の標準的なダブルスとは大きく異なる。これが対戦相手を戸惑わせ、2人は準決勝で浅越しのぶとカタリナ・スレボトニク（スロベニア）組に 6-2, 7-6 で勝ち、決勝では第1シードのリサ・レイモンド（アメリカ）&サマンサ・ストーサー（オーストラリア）組を 2-6, 7-6, 6-3 の逆転で破り、中国に史上初のテニス4大大会タイトルをもたらした。
その後、ウィンブルドンでも中国テニス界は大きな躍進を見せる。晏紫は女子シングルス1回戦でアンナ・チャクベタゼ（ロシア）に敗れたが、鄭潔とのダブルスで2度目の4大大会決勝に勝ち進み、ビルヒニア・ルアノ・パスクアル（スペイン）&パオラ・スアレス（アルゼンチン）組を 6-3, 3-6, 6-2 で破り、中国のテニス選手として最初のウィンブルドン優勝者になった。
ウィンブルドン選手権の後、7月15日-16日にかけて女子テニス国別対抗戦・フェドカップの「ワールドグループ・プレーオフ」が中国の首都北京で開かれ、中国はドイツを「4勝1敗」で下して2007年度のワールドグループ出場権を獲得した。晏紫は最終第5試合で鄭潔とのダブルス戦に勝利を収め、中国にとって初めてのワールドグループ進出に大きく貢献した。 しかし2007年全豪オープンでは、晏紫と鄭潔は女子ダブルス準決勝で台湾ペアの詹詠然&荘佳容組に 3-6, 4-6 で敗れ、大会2連覇を逃した。
2008年8月、晏紫と鄭潔は地元開催の北京五輪で女子ダブルスの銅メダルを獲得した。準決勝でスペイン代表のビルヒニア・ルアノ・パスクアル&アナベル・メディナ・ガリゲス組に 4-6, 6-7 で敗れた2人は、準決勝敗退ペア2組による「銅メダル決定戦」でウクライナの姉妹ペア、アリョーナ・ボンダレンコ&カテリナ・ボンダレンコ組に 6-2, 6-2 のストレート勝ちを収めた。
2009年12月に晏紫は結婚した。2011年5月のブリュッセル大会のシングルスで予選敗退した試合を最後に公式戦から遠ざかり、晏紫は2012年1月17日に長女を出産している。2012年9月の広州国際女子オープンのダブルスから復帰していたが、2013年8月に地元の大会に出場したのが最後となり2016年に現役引退を発表した。

## WTAツアー決勝進出結果

### シングルス: 1回 (1勝0敗)
| 大会グレード         |
| -------------------- |
| グランドスラム (0–0) |
| ティア I (0–0)       |
| ティア II (0–0)      |
| ティア III (1–0)     |
| ティア IV & V (0–0)  |

| 結果 | No. | 決勝日        | 大会 | サーフェス | 対戦相手                     | スコア            |
| ---- | --- | ------------- | ---- | ---------- | ---------------------------- | ----------------- |
| 優勝 | 1.  | 2005年9月26日 | 広州 | ハード     | ヌリア・リャゴステラ・ビベス | 6–4, 4–0 途中棄権 |

### ダブルス: 28回 (17勝11敗)
| 大会グレード          | 大会グレード                 |
| 2008年以前            | 2009年以後                   |
| --------------------- | ---------------------------- |
| グランドスラム (2–0)  |                              |
| WTAファイナルズ (0–0) |                              |
| ティア I (2-1)        | プレミア・マンダトリー (0-0) |
| ティア I (2-1)        | プレミア5 (0-0)              |
| ティア II (2-2)       | プレミア (1-2)               |
| ティア III (6-4)      | インターナショナル (1–0)     |
| ティア IV ＆ V (3-2)  | インターナショナル (1–0)     |

| 結果   | No. | 決勝日         | 大会                 | サーフェス | パートナー                 | 対戦相手                                                | スコア              |
| ------ | --- | -------------- | -------------------- | ---------- | -------------------------- | ------------------------------------------------------- | ------------------- |
| 準優勝 | 1.  | 2003年6月14日  | ウィーン             | クレー     | 鄭潔                       | 李婷 孫甜甜                                             | 3-6, 4-6            |
| 優勝   | 1.  | 2005年1月14日  | ホバート             | ハード     | 鄭潔                       | アナベル・メディナ・ガリゲス ディナラ・サフィナ         | 6–4, 7–5            |
| 優勝   | 2.  | 2005年2月12日  | ハイデラバード       | ハード     | 鄭潔                       | 李婷 孫甜甜                                             | 6–4, 6–1            |
| 準優勝 | 2.  | 2005年9月18日  | バリ                 | ハード     | 鄭潔                       | メガン・ショーネシー アンナ＝レナ・グローネフェルト     | 3-6, 3-6            |
| 準優勝 | 3.  | 2005年9月25日  | 北京                 | ハード     | 鄭潔                       | マリア・ベント＝カブチ ヌリア・リャゴステラ・ビベス     | 2-6, 4-6            |
| 優勝   | 3.  | 2006年1月28日  | 全豪オープン         | ハード     | 鄭潔                       | リサ・レイモンド サマンサ・ストーサー                   | 2–6, 7–6(7), 6–3    |
| 準優勝 | 4.  | 2006年2月12日  | パタヤ               | ハード     | 鄭潔                       | 李婷 孫甜甜                                             | 6-3, 1-6, 6-7(5)    |
| 優勝   | 4.  | 2006年5月14日  | ベルリン             | クレー     | 鄭潔                       | エレーナ・デメンチェワ フラビア・ペンネッタ             | 6–2, 6–3            |
| 優勝   | 5.  | 2006年5月21日  | ラバト               | クレー     | 鄭潔                       | アシュリー・ハークルロード ベサニー・マテック           | 6–1, 6–3            |
| 優勝   | 6.  | 2006年6月24日  | スヘルトーヘンボス   | 芝         | 鄭潔                       | アナ・イバノビッチ マリア・キリレンコ                   | 3–6, 6–2, 6–2       |
| 優勝   | 7.  | 2006年7月8日   | ウィンブルドン       | 芝         | 鄭潔                       | ビルヒニア・ルアノ・パスクアル パオラ・スアレス         | 6–3, 3–6, 6–2       |
| 準優勝 | 5.  | 2006年8月13日  | ストックホルム       | ハード     | 鄭潔                       | ヤルミラ・ガイドソバ エバ・ブリネロバ                   | 6-0, 4-6, 2-6       |
| 優勝   | 8.  | 2006年8月26日  | ニューヘイブン       | ハード     | 鄭潔                       | リサ・レイモンド サマンサ・ストーサー                   | 6–4, 6–2            |
| 優勝   | 9.  | 2007年4月15日  | チャールストン       | クレー     | 鄭潔                       | 彭帥 孫甜甜                                             | 7–5, 6–0            |
| 優勝   | 10. | 2007年5月26日  | ストラスブール       | クレー     | 鄭潔                       | アリシア・モリク 孫甜甜                                 | 6–3, 6–4            |
| 優勝   | 11. | 2007年9月30日  | 広州                 | ハード     | 彭帥                       | バニア・キング 孫甜甜                                   | 6–3, 6–4            |
| 優勝   | 12. | 2007年10月7日  | 東京                 | ハード     | 孫甜甜                     | 荘佳容 バニア・キング                                   | 1–6, 6–2, [10-6]    |
| 優勝   | 13. | 2007年10月14日 | バンコク             | ハード     | 孫甜甜                     | 波形純理 森田あゆみ                                     | 不戦勝              |
| 準優勝 | 6.  | 2008年1月5日   | ゴールドコースト     | ハード     | 鄭潔                       | ディナラ・サフィナ アグネシュ・サバイ                   | 1-6, 2-6            |
| 優勝   | 14. | 2008年1月11日  | シドニー             | ハード     | 鄭潔                       | タチアナ・ペレビニス タチアナ・ポウチェク               | 6–4, 7–6(5)         |
| 準優勝 | 7.  | 2008年3月1日   | ドバイ               | ハード     | 鄭潔                       | カーラ・ブラック リーゼル・フーバー                     | 5-7, 2-6            |
| 準優勝 | 8.  | 2008年3月23日  | インディアンウェルズ | ハード     | 鄭潔                       | ディナラ・サフィナ エレーナ・ベスニナ                   | 1-6, 6-1, [8-10]    |
| 優勝   | 15. | 2008年5月24日  | ストラスブール       | クレー     | タチアナ・ペレビニス       | 詹詠然 荘佳容                                           | 6–4, 6–7(3), [10–6] |
| 準優勝 | 9.  | 2008年9月21日  | 広州                 | ハード     | 孫甜甜                     | マリヤ・コリツェワ タチアナ・ポウチェク                 | 3-6, 6-4, [8-10]    |
| 準優勝 | 10. | 2009年5月23日  | ワルシャワ           | クレー     | 鄭潔                       | ラケル・コップス＝ジョーンズ ベサニー・マテック＝サンズ | 1-6, 1-6            |
| 優勝   | 16. | 2009年8月9日   | ロサンゼルス         | ハード     | 荘佳容                     | マリア・キリレンコ アグニエシュカ・ラドワンスカ         | 6–0, 4–6, [10–7]    |
| 優勝   | 17. | 2010年4月11日  | ポンテベドラビーチ   | クレー     | ベサニー・マテック＝サンズ | 荘佳容 彭帥                                             | 4–6, 6–4, [10–8]    |
| 準優勝 | 11. | 2010年5月23日  | ワルシャワ           | クレー     | カーラ・ブラック           | ビルヒニア・ルアノ・パスクアル メガン・ショーネシー     | 3–6, 4–6            |

## 4大大会シングルス成績
略語の説明
| W | F | SF | QF | #R | RR | Q# | LQ | A | Z# | PO | G | S | B | NMS | P | NH |

W=優勝, F=準優勝, SF=ベスト4, QF=ベスト8, #R=#回戦敗退, RR=ラウンドロビン敗退, Q#=予選#回戦敗退, LQ=予選敗退, A=大会不参加, Z#=デビスカップ/BJKカップ地域ゾーン, PO=デビスカップ/BJKカッププレーオフ, G=オリンピック金メダル, S=オリンピック銀メダル, B=オリンピック銅メダル, NMS=マスターズシリーズから降格, P=開催延期, NH=開催なし.
| 大会           | 2003 | 2004 | 2005 | 2006 | 2007 | 2008 | 2009 | 通算成績 |
| -------------- | ---- | ---- | ---- | ---- | ---- | ---- | ---- | -------- |
| 全豪オープン   | A    | LQ   | A    | 2R   | LQ   | 1R   | LQ   | 1–2      |
| 全仏オープン   | A    | A    | A    | 1R   | A    | 1R   | A    | 0–2      |
| ウィンブルドン | A    | LQ   | A    | 1R   | 1R   | 1R   | A    | 0–3      |
| 全米オープン   | LQ   | A    | LQ   | 1R   | 1R   | 1R   | A    | 0–3      |